# Xiangshuitang (sockenhuvudort i Kina, Jiangxi Sheng, lat 29,47, long 116,55)
Xiangshuitang är en sockenhuvudort i Kina. Den ligger i provinsen Jiangxi, i den sydöstra delen av landet, omkring 110 kilometer nordost om provinshuvudstaden Nanchang. Antalet invånare är 31 001. Befolkningen består av 14 892 kvinnor och 16 109 män. Barn under 15 år utgör 27,0 %, vuxna 15-64 år 63 %, och äldre över 65 år 8,0 %.
Runt Xiangshuitang är det ganska tätbefolkat, med 248 invånare per kvadratkilometer. Närmaste större samhälle är Youdunjie, 13,7 km sydost om Xiangshuitang. I omgivningarna runt Xiangshuitang växer i huvudsak blandskog.
Genomsnittlig årsnederbörd är 2 232 millimeter. Den regnigaste månaden är juni, med i genomsnitt 350 mm nederbörd, och den torraste är oktober, med 55 mm nederbörd.